# Nanton (Alberta)

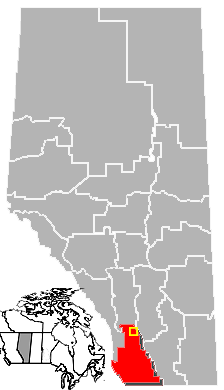
Localização de Nanton em Alberta.

Nanton é um município canadense situado ao sul da cidade de Calgary, na província de Alberta. Sua população, em 2005, era de 1.841 habitantes.